# Санта-Барбара (Рибейра-Гранде)
Санта-Барбара (порт. Santa Bárbara) — район (фрегезия) в Португалии, входит в округ Азорские острова. Расположен на острове Сан-Мигел. Является составной частью муниципалитета Рибейра-Гранде. Население составляет 1271 человек на 2001 год. Занимает площадь 12,73 км².
Покровителем района считается Дева Мария (порт. Nossa Senhora das Vitórias).